# ليون برتلينغ
ليون برتلينغ هو ساعاتي سويسري، ولد في 1860 في سانت إيميه في سويسرا، وتوفي في 1914.